# Calephelis matheri
Calephelis matheri is een vlindersoort uit de familie van de prachtvlinders (Riodinidae), onderfamilie Riodininae.
Calephelis matheri werd in 1971 beschreven door McAlpine.